# Michael Stolle
Michael Stolle (Alemania, 17 de diciembre de 1974) es un atleta alemán retirado especializado en la prueba de salto con pértiga, en la que consiguió ser subcampeón mundial en pista cubierta en 2003.

## Carrera deportiva
En el Campeonato Mundial de Atletismo en Pista Cubierta de 2003 ganó la medalla de plata en el salto con pértiga, con un salto por encima de 5.75 metros, tras su paisano alemán Tim Lobinger (oro con 5.80 metros) y por delante del neerlandés Rens Blom (bronce también con 5.75 metros que fue récord nacional neerlandés).